# Отисак аутора
Отисак Аутора је шести самостални студијски албум кантауторa Арсена Дедића, издат 1976. Албум издаје РТВ Љ.